# Barylypa arizonensis
Barylypa arizonensis là một loài tò vò trong họ Ichneumonidae.